# 中村児太郎 (6代目)
六代目 中村 児太郎（なかむら こたろう、1993年12月23日 - ）は歌舞伎役者、俳優。屋号は成駒屋。定紋は児太郎雀、替紋は祇園守。歌舞伎名跡「中村児太郎」の当代。
本名は中村 優太（なかむら ゆうた）。 所属事務所は「ZEN-A FARM」で自ら取締役も担っている。

## 略歴
- 1993年12月23日、九代目中村福助の長男として誕生。
- 祖父は七代目中村芝翫。従兄弟に六代目中村勘九郎と二代目中村七之助がいる。
- 名門・成駒屋(中村歌右衛門家)の嫡流として、五代目歌右衛門から成駒屋に代々伝わる女方芸を継承している。
- 2000年（平成12年）9月、歌舞伎座「京鹿子娘道成寺」（所化）・「菊晴勢若駒」（春駒の童）にて「中村児太郎」を六代目として襲名し初舞台。
- 2013年（平成25年）9月、父の七代目中村歌右衛門襲名と共に自身の十代目中村福助襲名が発表されるも、父の病気により現在、保留となっている。
- 2018年、大河ドラマ『西郷どん』にて、ドラマ初出演を果たした。
- 2023年（令和5年）10月、重要無形文化財（総合認定／第十六次）に認定され「伝統歌舞伎保存会」会員となる[4][5]。
- 2024年（令和6年）2月、第45回松尾芸能賞 新人賞を受賞した[6]。

## 受賞歴
- 国立劇場奨励賞[注 1]
  - 2012年〈平成24年〉6月 - 『平家女護島　俊寛』の海女千鳥
  - 2013年〈平成25年〉3月 - 『隅田川花御所染　女清玄』の桜姫
  - 2015年〈平成27年〉3月 - 『梅雨小袖昔八丈　髪結新三』の白子屋娘お熊
  - 2016年〈平成28年〉12月 - 『仮名手本忠臣蔵　八段目・九段目』の娘小浪
- 2024年〈令和6年〉2月 第45回「松尾芸能賞新人賞」 - 『神霊矢口渡』の娘お舟及び『助六由縁江戸桜』の三浦屋揚巻の初役など[7][6]

## 出演

### 主な舞台
- 2002年（平成14年）1月 歌舞伎座「さくら川」- 童女さくら
- 2003年（平成15年）8月 ミュージカル「みどりのゆび」主演
- 2004年（平成16年）6月 歌舞伎座「鏡獅子」 - 胡蝶
- 2005年（平成17年）8月 歌舞伎座「勧進帳」 - 太刀持音若
- 2005年（平成17年）12月 歌舞伎座「恋女房染分手綱 重の井」 - 三吉（重の井役は父・福助）
- 2009年（平成21年）12月 歌舞伎座「御名残押絵交張 雪傾城」 - 新造香梅

### テレビ

#### テレビドラマ
- 西郷どん（2018年、NHK大河ドラマ） - 孝明天皇 役

#### バラエティ番組
- ボクらの時代（2019年12月15日、フジテレビ）

## 人物
- 趣味は野球・サッカー・ラグビーで、中学・高校時代はラグビー部に所属。自らのYouTubeにおいてもラグビーについて語っており、2022年11月よりサンケイスポーツで連載「ラグビー魂　中村児太郎」（月1回）を持っている[8]。
- 2025年6月19日発売の週刊新潮に、妻に対し激しい暴行（DV）を加えて大怪我を負わせていたとする記事が掲載された。児太郎はそれまで未婚であるとしていたが、所属事務所は取材に対し、児太郎が既婚者である事実を認めた[1][9]。

## 家族・親族

### 中村歌右衛門家・「成駒屋」
- 高祖父：五世 中村歌右衛門（歌舞伎役者[注 2]）
- 曽祖父：成駒屋 五代目中村福助（歌舞伎役者)
- 父方の祖父：七代目 中村芝翫（人間国宝、歌舞伎役者）
- 父：九代目 中村福助（歌舞伎役者）
- 伯母：二代目 中村梅彌（日本舞踊中村流八代目家元、父の長姉／4人姉弟の長子）
- 叔父：八代目 中村芝翫（歌舞伎役者、父の実弟）
- 従弟：四代目 中村橋之助（歌舞伎役者，叔父・芝翫の長男[注 3]）
- 従弟：三代目 中村福之助 （歌舞伎役者、叔父・芝翫の次男[注 4]）
- 従弟：四代目 中村歌之助（歌舞伎役者、叔父・芝翫の三男）

### 中村勘三郎家・「中村屋（17代目以降）」
- 伯父：十八代目 中村勘三郎（歌舞伎役者、父の次姉・好江の夫）
- 従兄：六代目 中村勘九郎 （歌舞伎役者、伯父・勘三郎の長男）
- 従兄：二代目 中村七之助 （歌舞伎役者、伯父・勘三郎の次男）
- 従兄違：三代目中村勘太郎（歌舞伎役者、従兄・勘九郎の長男）
- 従兄違：二代目中村長三郎（歌舞伎役者、従兄・勘九郎の次男）